# Esposizione panamericana

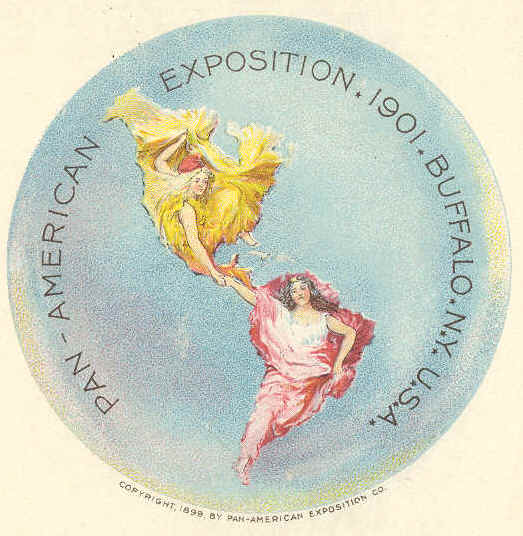
Logo ufficiale dell'Esposizione panamericana disegnato da Raphael Beck

L'Esposizione panamericana (dall'inglese Pan-American Exposition) fu un'esposizione universale tenutasi a Buffalo, nello stato di New York (Stati Uniti d'America), dal 1º maggio al 2 novembre 1901. La fiera occupava 1,4 km² di terreno nella parte settentrionale di quello che oggi è il Delaware Park, e si estendeva da Delaware Avenue ad Elmwood Avenue e verso nord fino a Great Arrow Avenue. L'Esposizione si basava sul concetto di "panamericanismo" e sullo slogan "benessere commerciale e buona comprensione tra le Repubbliche americane". L'evento viene principalmente ricordato per essere stato il teatro dell'attentato al presidente William McKinley, che venne colpito da due proiettili di arma da fuoco il 6 settembre 1901.

## Storia

### L'apertura

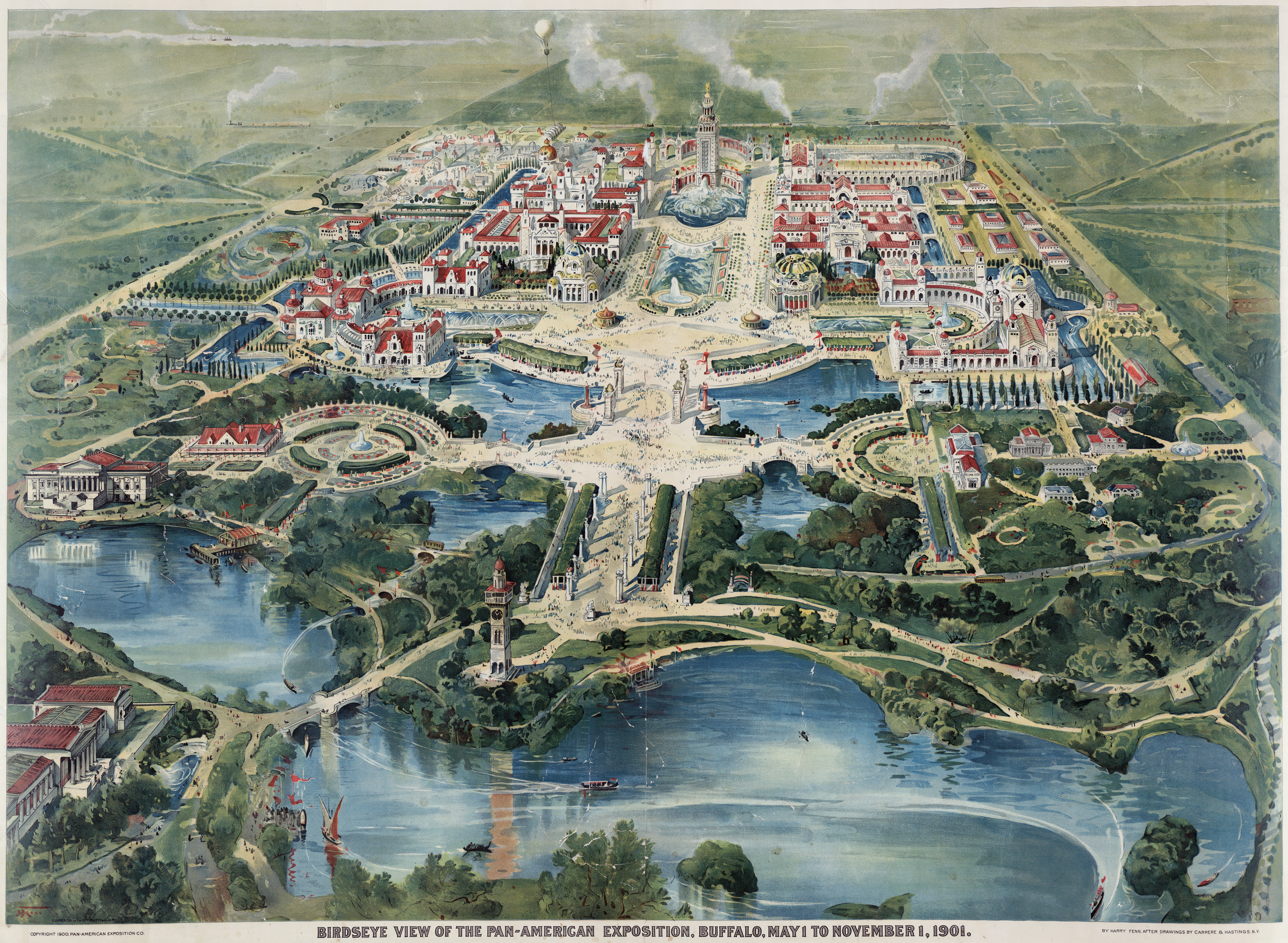
Disegno raffigurante l'Esposizione panamericana

L'evento fu organizzato dalla Pan-American Exposition Company, fondata nel 1897. Inizialmente si decise di tenere l'Esposizione presso l'Isola di Cayuga a causa della sua vicinanza alle Cascate del Niagara, che erano una popolare attrazione turistica, ma lo scoppio della Guerra ispano-americana costrinse gli organizzatori a rimandare l'evento. Al termine delle ostilità, ci fu un acceso dibattito sul luogo in cui tenere l'Esposizione: se alcuni ritenevano infatti che l'ubicazione migliore fossero le Cascate del Niagara, altri sostenevano invece che la città di Buffalo fosse il luogo ideale in cui inaugurare la kermesse. Si decise infine di organizzare l'Esposizione panamericana presso Buffalo in quanto era molto più popolosa (con i suoi 350.000 abitanti era infatti l'ottava città più abitata degli USA) e in quanto era più comoda da raggiungere in treno (circa 40 milioni di persone sparse negli Stati Uniti avrebbero potuto arrivarvi in un solo giorno).
Nel luglio 1898, il Congresso statunitense versò 500.000 dollari per finanziare l'evento. Analogamente a ciò che era accaduto per altre esposizioni universali, la maggior parte degli edifici era in legno e acciaio e composti anche da pannelli prefabbricati realizzati con un mix di gesso/fibra. I vari edifici, che comprendevano diversi padiglioni, una sala da concerti e auditorium che prendeva il nome di Temple of Music, uno stadio e la Electric Tower, furono costruiti con un sistema di costruzione rapida ed erano composti di materiali che non erano destinati a perdurare a lungo. L'avvento della corrente alternata negli permise ai progettisti di illuminare l'Esposizione di Buffalo utilizzando l'energia generata dalle cascate del Niagara, che si trovano a 40 km di distanza dalla città.

### Assassinio del presidente McKinley

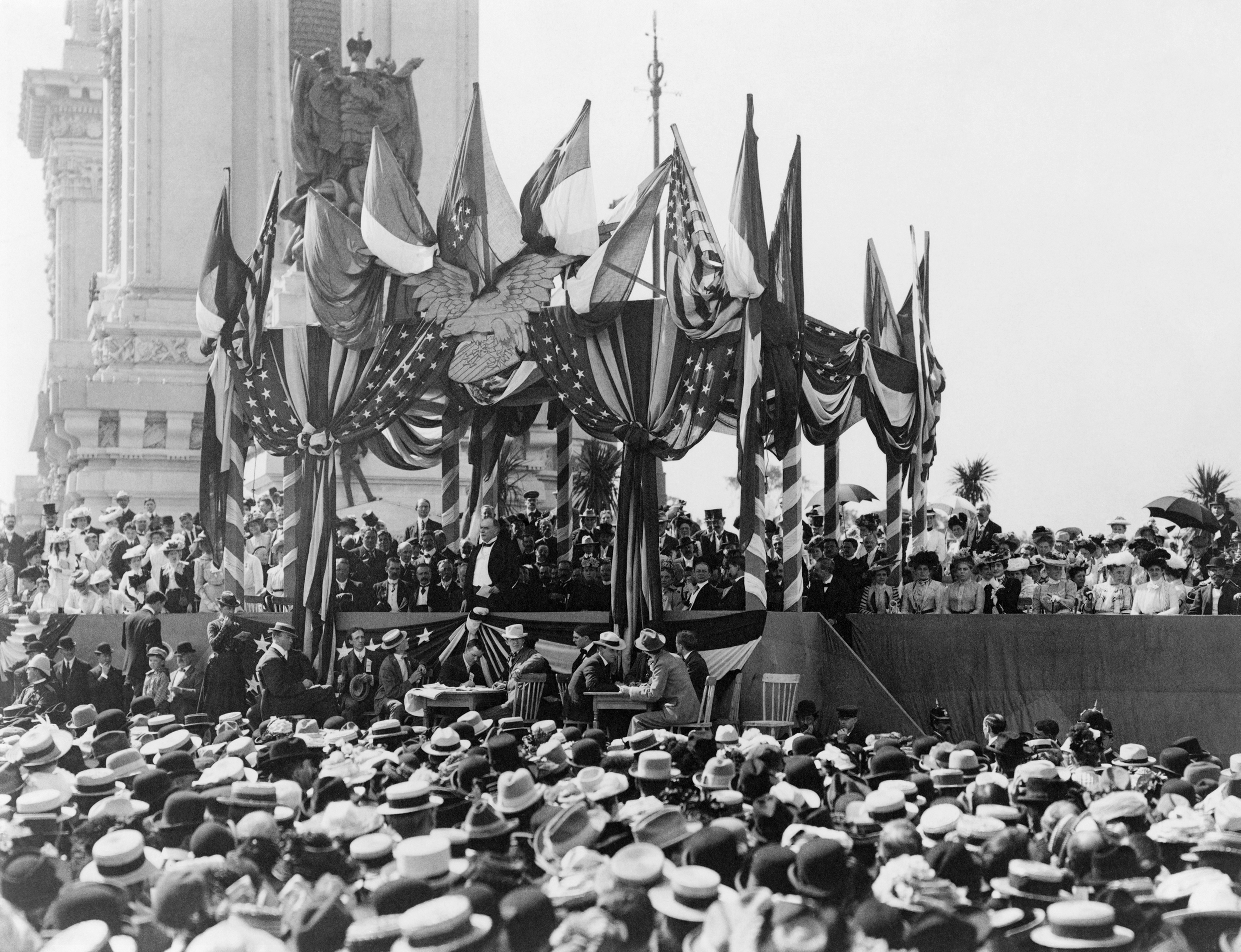
William McKinley tiene il suo ultimo discorso all'Esposizione panamericana

Il 5 settembre 1901, il presidente americano William McKinley tenne il suo ultimo discorso presso l'Esposizione Panamericana in cui dichiarò:
 Il giorno seguente, mentre si trovava nell'auditorium dell'Esposizione durante un ricevimento ufficiale, McKinley venne colpito da due colpi di pistola sparati da un anarchico di nome Leon Czolgosz. Il presidente morì otto giorni dopo, il 14 settembre, a causa di una gangrena causata dalle ferite riportate.

### Demolizione
Al termine dell'Esposizione, molti dei beni immobili che si trovavano nel suo perimetro furono venduti alla Chicago House Wrecking Company per 92.000 dollari e demoliti nel marzo del 1902. Quindi i terreni furono ripuliti e vi vennero edificate case, strade residenziali e parchi. Prima che gli edifici della Pan-American Exposition venissero abbattuti, il comitato pubblico tentò di preservare l'Electric Tower acquistandola al prezzo di 30.000 dollari alla ditta di demolizione. Tuttavia non si riuscì a raccogliere i fondi e la torre fu distrutta. Oggi, l'area in cui venne tenuta 
l'Esposizione è occupata da un quartiere residenziale che parte da Nottingham Terrace e giunge ad Amherst Street, e da varie attività commerciali sul lato nord di Amherst Street. Una targa posta in un punto che divide Fordham Drive, vicino a Lincoln Parkway, segna l'area in cui si trovava il Temple of Music.

## Galleria d'immagini

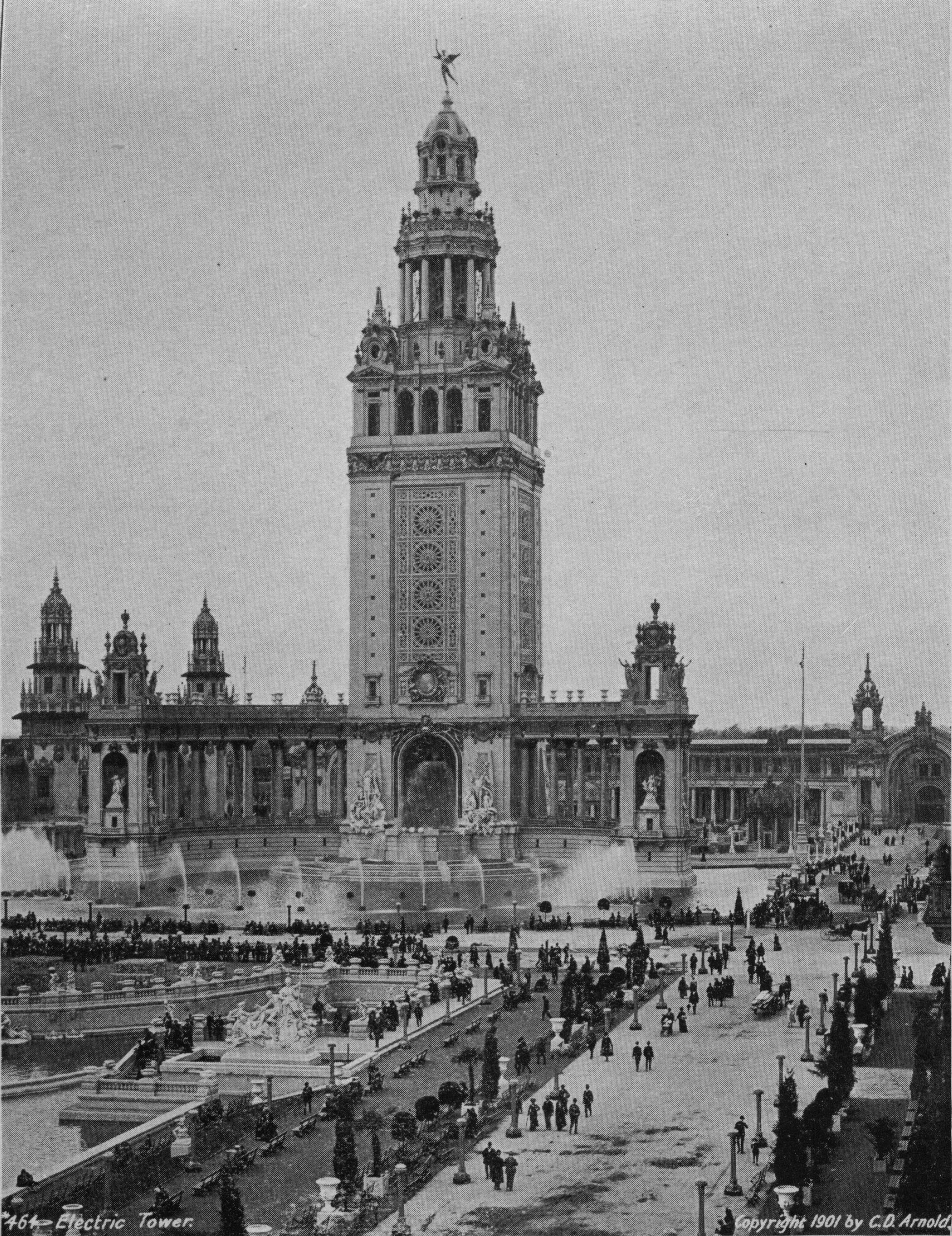
L'Electric Tower
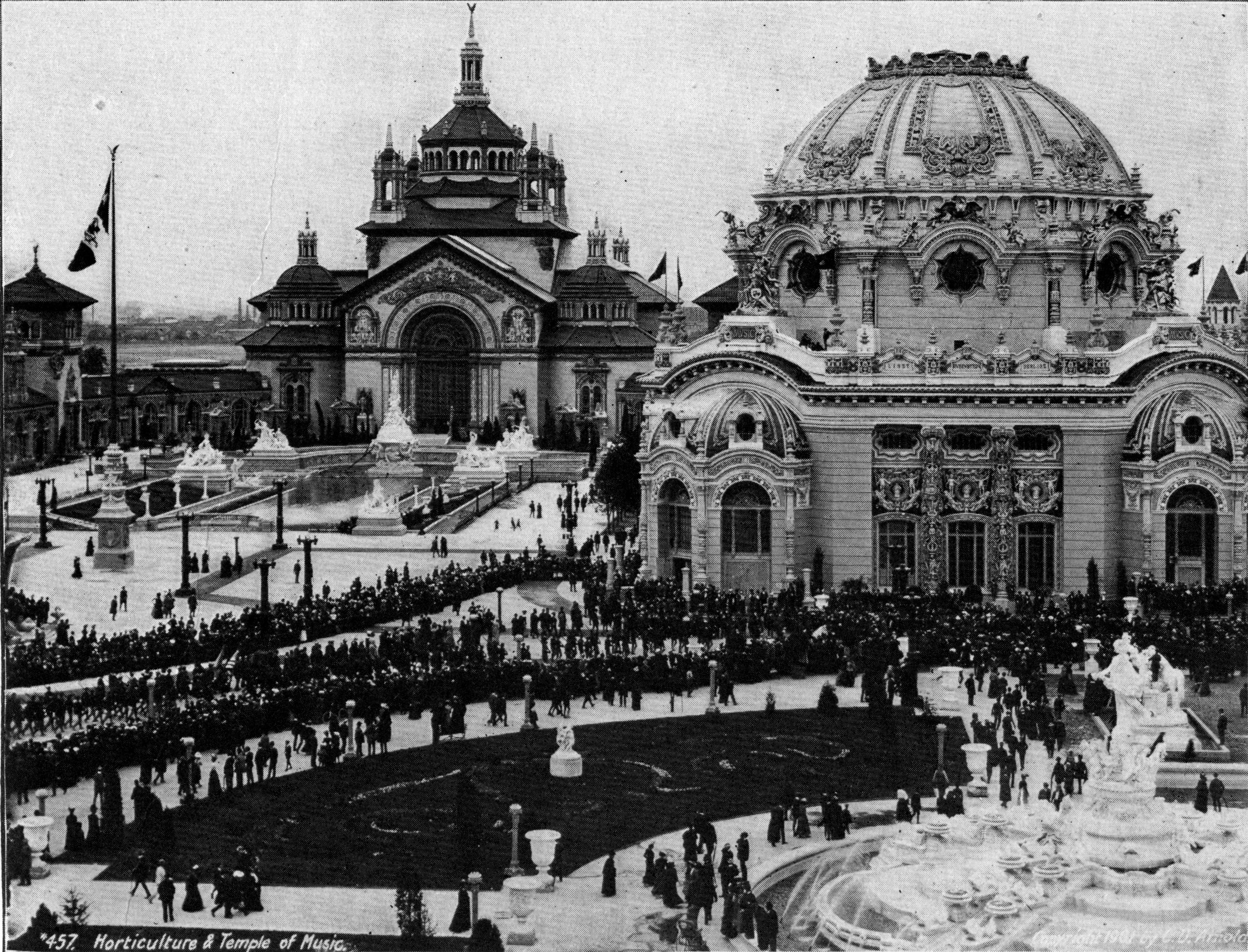
L'Horticulture Building (a sinistra) e il Temple of Music (a destra)
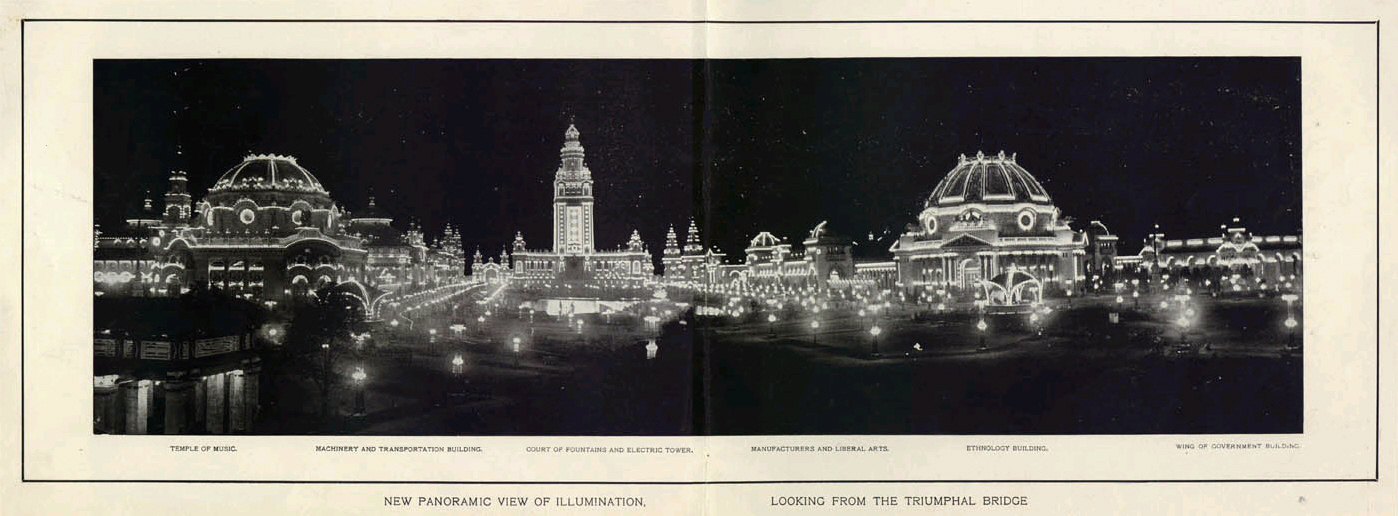
L'Esposizione panamericana di notte.